# Bektaszijja

Flaga bektaszytów

Bektaszijja (albo bektaszyci; alb. Bektashi, tur. Bektaşîlik) – suficki tarikat, czyli bractwo religijne, powstałe w XIII wieku na terenie Anatolii, łączący wiele różnorodnych tradycji religijnych (synkretyzm religijny). W Imperium Osmańskim posiadał duże znaczenie polityczne, z racji popularności wśród zwykłej ludności i wpływów w korpusie janczarów. Istnieje do dzisiaj.
Założycielem bractwa był Hadżdżi Bektasz Wali z Niszapuru, który zmarł w 1270 roku, a ostateczną formę nadał mu w XVI wieku Balım Sultan. Wyznawało ono wiarę synkretyczną z elementami szamanizmu, zaratusztrianizmu, chrześcijaństwa oraz ezoteryzmu. Członkowie bractwa nie przestrzegali szariatu, dżihadu i ramadanu, mogli pić alkohol i jeść mięso wieprzowe. Bektaszyci zrównali pozycję kobiety i mężczyzny, przejęli od chrześcijaństwa spowiedź, celibat duchownych, chrzest i odpuszczenie grzechów.

Emblemat bektaszytów

W świecie islamu uznawani są zgodnie za heretyków, zarówno przez szyitów, jak i sunnitów. Do 1925 r. światowym centrum bektaszyzmu pozostawała Turcja, jednak wprowadzono wówczas w tym kraju laicki model państwa oraz zakazano działalności bractw religijnych, w efekcie światowe centrum bektaszytów znalazło się w Tiranie, gdzie bektaszyzm uznawano za jedną z czterech największych konfesji (obok sunnitów, prawosławnych i katolików). W latach 50. XX wieku bektaszyci wznowili swe praktyki w Turcji. Wprowadzony w 1967 roku w Albanii urzędowy zakaz wyznawania religii oznaczał przejęcie przez państwo wszystkich świątyń (alb. teqe) i zahamowanie publicznej działalności wspólnoty. Odrodziła się ponownie w tym kraju w roku 1991. Aktywnie działa także na terenach Kosowa i Macedonii Północnej.

## Proponowane państwo bektaszytów
We wrześniu 2024 premier Albanii Edi Rama zapowiedział, że w Tiranie powstanie państwo bektaszytów. Stanie się najmniejszym państwem na świecie, o wielkości zaledwie jednej czwartej Watykanu. 10-hektarowy kraj będzie miał własną administrację, paszporty i granice. Na jego terenie znaleźć się ma klinika, muzeum historii bektaszytów, biura administracyjne oraz sala spotkań i modlitw. Na terenie kraju nie będzie obowiązywać prawo szariatu, w związku z czym picie alkoholu będzie legalne, a kobiety nie będą miały obowiązku zakrywania włosów. To proponowane państwo przyrównuje się niekiedy do muzułmańskiego Watykanu.